# Volumenmodell
Das bei der geometrischen Modellierung, z. B. beim CAD angewendete Volumenmodell ist eine Erweiterung des Flächenmodells, das durch Erfassen zusätzlicher Eigenschaften die Beschreibung eines Volumens zulässt.

## Geometrische Bedeutung
Das Modell eines Volumenkörpers besitzt eine geschlossene Hülle, welche die eindeutige Definition von innen und außen zulässt (siehe dazu auch Möbiusband). Dadurch ist es möglich, Kollisionen zwischen Objekten zu überprüfen. Der Volumenkörper kann dabei direkt oder indirekt modelliert werden:
- Die direkte Modellierung geht von einfachen Grundkörpern aus. Diese werden wie Spielzeug-Klötze einfach zusammengesetzt (Volumetrisches Modell) oder mit Hilfe Boolescher Operatoren miteinander kombiniert (Constructive-Solid-Geometry-Modell, CSG).

- Die indirekte Modellierung erfolgt wie beim Flächenmodell über die Hülle des Volumenkörpers. Ein typischer Vertreter ist das Boundary-Representation-Modell (B-rep), das die umgrenzenden Flächen über Eckpunkte, Kanten und Flächengeometrie definiert. Die Beschreibung der Hülle geschieht mit ebenen oder beliebig geformten Flächen (Freiformflächen).

Durch Zuordnen von physikalischen Eigenschaften (z. B. Massendichte) wird das Volumenmodell zum Produktmodell erweitert.

## Andere Bedeutungen
In der Kraftfahrzeug-Industrie werden vielverkaufte Fahrzeugmodelle als Volumenmodell bezeichnet. Das Verkaufsvolumen eines bestimmten Fahrzeugmodells ist groß.
So war zum Beispiel der VW Käfer ein Volumenmodell, während seine Ausführung als VW Beetle nur ein Nischenmodell war.